# Isopentylpentanoat
Isopentylpentanoat, även kallat isoamylvalerat, 3-metylbutylpentanoat och isopentylvalerat, är en kemisk förening, en ester, som används som aromämne, i första hand i äppelaromer. Den är 3-metylbutylestern av valeriansyra (pentansyra).
Även de närbesläktade estrarna pentylpentanoat (amylvalerat) och isoamylisovalerat används som aromämnen.